# Список Auchenorrhyncha Новой Зеландии

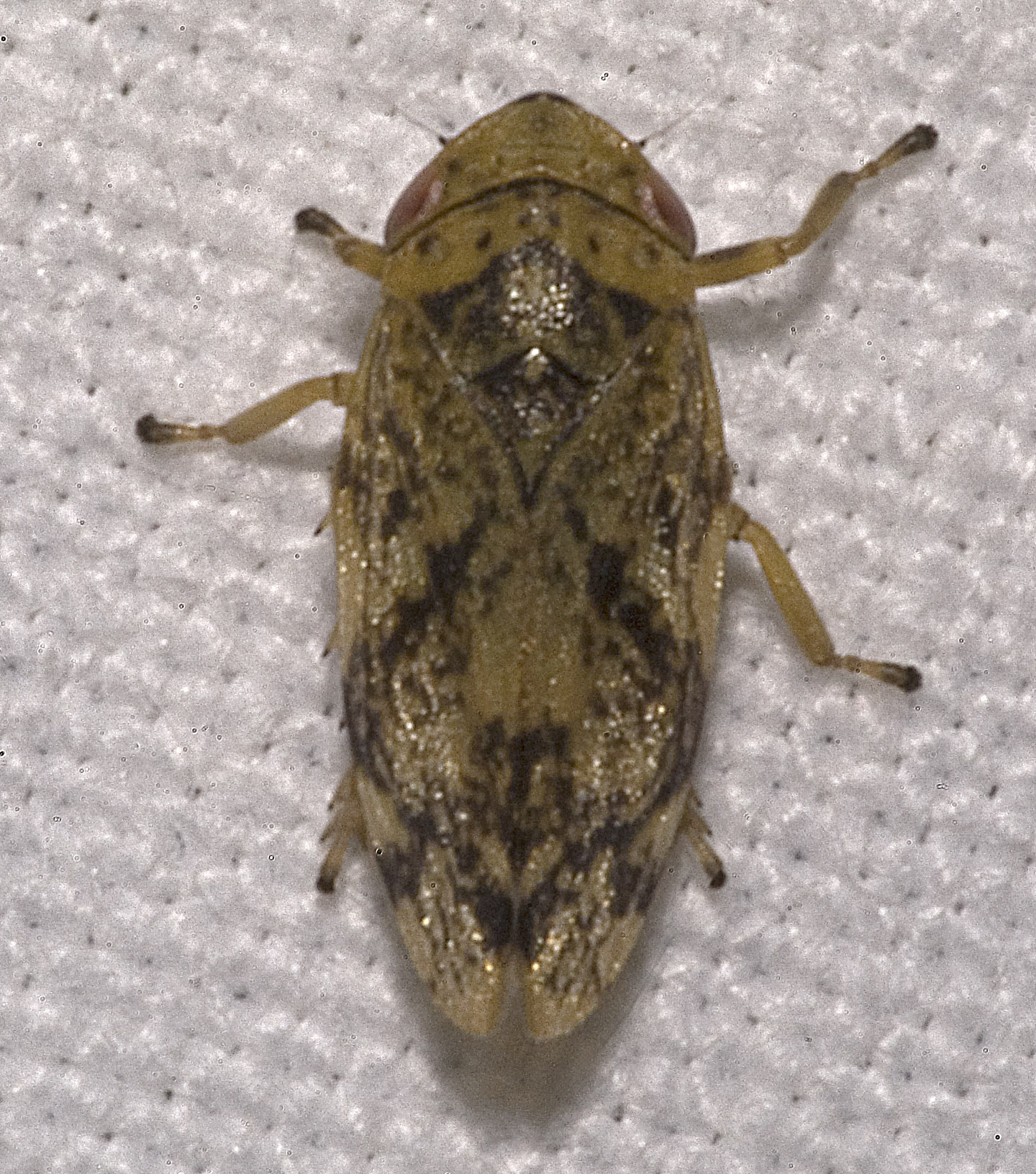
Пенница слюнявая, расселившаяся по многим странам и континентам.

Список Auchenorrhyncha Новой Зеландии включает все виды цикадовых полужесткокрылых насекомых подотряда Auchenorrhyncha, обнаруженных в Новой Зеландии. Некоторые семейства в полном составе представлены здесь только эндемичными видами (например, 100 % местной фауны семейств Cixidae и Myerslopiidae являются эндемиками островов и нигде более не встречаются). Список состоит из биноменов (двухсловных названий, состоящих из сочетания имени рода и имени вида) и указанных рядом с ними имени учёного, впервые описавшего данный таксон, и года, в котором это произошло.

## Список видов
Семейство Aphrophoridae представлено 10 видами (иногда рассматриваются в качестве подсемейства в Cercopidae). Семейства Derbidae, Dictyopharidae, Membracidae, Ricaniidae представлены одним видом, а семейство Flatidae двумя видами.
| Биномен                   | Автор и год описания     | Семейство      | Примечание  |
| ------------------------- | ------------------------ | -------------- | ----------- |
| Carystoterpa maori        | Hamilton & Morales, 1992 | Aphrophoridae  | эндемик     |
| Carystoterpa minima       | Hamilton & Morales, 1992 | Aphrophoridae  | эндемик     |
| Carystoterpa minor        | Hamilton & Morales, 1992 | Aphrophoridae  | эндемик     |
| Carystoterpa subtacta     | (Walker, 1858)           | Aphrophoridae  | эндемик     |
| Carystoterpa subvirescens | (Butler, 1874)           | Aphrophoridae  | эндемик     |
| Carystoterpa trimaculata  | (Butler, 1874)           | Aphrophoridae  | эндемик     |
| Carystoterpa tristis      | (Alfken, 1904)           | Aphrophoridae  | эндемик     |
| Carystoterpa vagans       | Hamilton & Morales, 1992 | Aphrophoridae  | эндемик     |
| Philaenus spumarius       | (Linnaeus, 1758)         | Aphrophoridae  | адвентивный |
| Pseudaphronella jactator  | (White, 1879)            | Aphrophoridae  | эндемик     |
| Eocenchrea maorica        | (Kirkaldy, 1909)         | Derbidae       | эндемик     |
| Thanatodictya tillyardi   | Myers, 1923              | Dictyopharidae | эндемик     |
| Anzora unicolor           | (Walker, 1862)           | Flatidae       | адвентивный |
| Siphanta acuta            | (Walker, 1851)           | Flatidae       | адвентивный |
| Acanthuchus trispinifer   | (Fairmaire, 1846)        | Membracidae    | адвентивный |
| Scolypopa australis       | (Walker, 1851)           | Ricaniidae     | адвентивный |

### Cicadellidae
- Список Cicadellidae Новой Зеландии (83 вида и подвида)

### Cixiidae
- Список Cixiidae Новой Зеландии (26 видов)

### Delphacidae
- Список Delphacidae Новой Зеландии (18 видов и подвидов)

### Myerslopiidae
- Список Myerslopiidae Новой Зеландии (20 видов и подвидов)

### Cicadidae
- Список цикад Новой Зеландии (42 вида и подвида)